# (15950) Dallago
(15950) Dallago (1998 BA2) – planetoida z grupy pasa głównego asteroid okrążająca Słońce w ciągu 4,1 lat w średniej odległości 2,56 j.a. Odkryta 17 stycznia 1998 roku.